# Martin Albertsen
Martin Albertsen (1974. április 10. –) dán kézilabdaedző.

## Pályafutása
Albertsen fiatalkorában kézilabda-játékos volt, pályafutását azonban 22 éves korában sérülés miatt abba kellett hagynia. Kezdetben utánpótlás csapatokat irányított, több dán bajnoki címet szerzett csapataival különböző korosztályokban. Felnőtt szinten első sikereit a Viborg HK-val érte el, amikor 2004-ben a dán bajnokságot és kupát és az EHF-kupát is megnyerte, a döntőben a Győri Graboplast ETO-t felülmúlva. Ezután igazolt a német bajnokságba, a HC Leipzig csapatához. Irányítása alatt a csapat 2006-ban a bajnokságot és a kupát is megnyerte. Ezt követően visszatért Dániába, három évet dolgozott vezetőedzőként, majd sportmenedzserként a Randers HK csapatánál, majd 2009-ben pénzügyi gondok miatt távozott az egyesülettől.
2011-ben lett újra korábbi csapata, a Viborg HK vezetőedzője. 2013-ban igazolt az újonnan alapított, nagy terveket álmodó København Håndboldhoz. Elvárásként a legjobb 6 közé kerülést tűzték ki számára, de első évben csak 9. helyet szerezték meg. A következő szezont is rosszul kezdte csapata, hat mérkőzésen csak két pontot gyűjtöttek, amiután Albertsent elbocsájtották. Decemberre sikerült új csapatot találnia, a német SG BBM Bietigheim edzője lett. Irányítása alatt a csapat 2017-ben és 2019-ben megnyerte a német bajnokságot. 2018-tól párhuzamosan irányította a svájci női válogatottat is. 2020-tól feladta bietigheimi állását és a válogatott mellett Svjácban a kézilabda akadémián az utánpótlásképzésben vállalt nagyobb szerepet. 2022 augusztusától a junior válogatottat is ő irányította. A svájci válogatott történetében először kvalifikálta magát világversenyre Albertsen irányításával. A 2022-es Európa-bajnokságon a csoportkörben a horvát csapat ellen szerzett egy pontot a svájci válogatott és a csoportköben búcsúzott a versenytől.
2023-ban lett a Ferencvárosi TC főállású vezetőedzője. Október elején, a gyenge bajnokok ligája rajtot (1 döntetlen, 3 vereség) követően lemondott.

## Sikerei, díjai
- Dán bajnokság győztese: 2004
- Dán-kupa győztes: 2003, 2012
- Német bajnokság győztese: 2006, 2017, 2019
- Német-kupa győztes: 2006

- EHF-kupa győztes: 2004

- Az év edzője Németországban: 2006, 2017